# Loxopus australis
Loxopus australis är en stekelart som beskrevs av Henry Keith Townes, Jr. 1970. Loxopus australis ingår i släktet Loxopus och familjen brokparasitsteklar. Inga underarter finns listade i Catalogue of Life.